# Liste der Nummer-eins-Hits in Italien (1962)
Diese Liste der Nummer-eins-Hits basiert auf den Charts des italienischen Musikmagazins Musica e dischi im Jahr 1962. Es gab in diesem Jahr 15 Nummer-eins-Singles.

## Singles
| ← 1961 ← | Liste der Nummer-eins-Hits in Italien (M&D) | Liste der Nummer-eins-Hits in Italien (M&D) | Liste der Nummer-eins-Hits in Italien (M&D)                                   | 1963 → |
| \| Zeitraum \| Wo. ges. \| Interpret \| Titel Autor(en) \| Zusätzliche Informationen \| \| (Zeitraum, Wochen auf Platz eins, Interpret, Titel, Autor[en], zusätzliche Informationen) \| \| \| \| \| \| ----------------------------------------------------------------------------------------- \| -------- \| ------------------- \| ----------------------------------------------------------------------------- \| ------------------------------------------------------------------------------------------------------------------------------------------------------------------------------------------------------------------------ \| \| 49. Woche 1961 – 2. Woche 1962 6 Wochen \| 6 \| Adriano Celentano \| Nata per me Miki Del Prete, Mogol, Adriano Celentano, Mariano Detto \| Das Lied erreichte den zweiten Platz beim Wettbewerb Canzonissima 1961. \| \| 3.–4. Woche 2 Wochen \| 2 \| Nini Rosso \| La ballata della tromba Franco Pisano \| Die erste Single des Jazztrompeters erreichte Platz eins. \| \| 5.–6. Woche 2 Wochen \| 2 \| Peppino di Capri \| Let’s Twist Again Kal Mann, Dave Appell \| Mit einer Coverversion des Twist-Songs von Chubby Checker gelang Di Capri ein Nummer-eins-Hit. Auch die Originalversion war in den Charts erfolgreich. \| \| 7.–9. Woche 3 Wochen \| 3 \| Billy Vaughn \| Wheels Norman Petty \| – \| \| 10. Woche 1 Woche \| 1 \| Milva \| Tango italiano Bruno Pallesi, Walter Malgoni \| Mit diesem Lied erreichte die Sängerin beim Sanremo-Festival 1962 zusammen mit Sergio Bruni den zweiten Platz. \| \| 11. Woche 1 Woche \| 1 \| Domenico Modugno \| Addio… addio… Franco Migliacci, Domenico Modugno \| Auch das Siegerlied des Sanremo-Festivals, dort präsentiert von Modugno und Claudio Villa, konnte Platz eins der Singlecharts erreichen. Villa trat damit später auch beim Eurovision Song Contest 1962 an. \| \| 12.–19. Woche 8 Wochen \| 8 \| Tony Renis \| Quando quando quando Alberto Testa, Tony Renis \| Von Renis und Emilio Pericoli in Sanremo präsentiert, erreichte es dort den vierten Platz. \| \| 20. Woche 1 Woche \| 1 \| Elvis Presley \| No More (La paloma) Sebastián de Yradier \| – \| \| 21.–26. Woche 6 Wochen \| 6 \| Mina \| Moliendo café Hugo Blanco \| – \| \| 27.–33. Woche 7 Wochen (insgesamt 8) \| 8 \| Adriano Celentano \| Stai lontana da me Burt Bacharach, Mogol \| Mit einer Coverversion des Liedes Tower of Strength von Gene McDaniels gewann Celentano 1962 den Wettbewerb Cantagiro. \| \| 34.–40. Woche 7 Wochen \| 7 \| Los Hermanos Rigual \| Cuando calienta el sol Carlos Rigual Rodríguez, Mario Fausto Rigual Rodríguez \| Das kubanische Trio konnte einen Nummer-eins-Hit landen. Auch die Version der italienischen Gruppe Los Marcellos Ferial war erfolgreich. \| \| 41. Woche 1 Woche (insgesamt 8) \| 8 \| Adriano Celentano \| Stai lontana da me Burt Bacharach, Mogol \| – \| \| 42.–43. Woche 2 Wochen \| 2 \| Paul Anka \| Ogni giorno Paul Anka, Alberto Curci \| Mit einer italienischen Version seines Hits Love Me Warm and Tender schaffte es der kanadisch-US-amerikanische Sänger an die Spitze der italienischen Charts. \| \| 44.–45. Woche 2 Wochen (insgesamt 9) \| 9 \| Pat Boone \| Speedy Gonzales Buddy Kaye, David Hill, Ethel Lee \| Auch die Coverversion von Peppino Di Capri war in Italien sehr erfolgreich. \| \| 46.–48. Woche 3 Wochen (insgesamt 4) \| 4 \| Adriano Celentano \| Pregherò Ricky Gianco, Detto Mariano, Don Backy \| Mit einer Coverversion des Liedes Stand by Me von Ben E. King gelang Celentano ein Nummer-eins-Hit; allerdings wurden die ursprünglichen Autoren (King und Leiber/Stoller) auf der Singleveröffentlichung nicht genannt. \| \| 49. Woche 1962 – 3. Woche 1963 7 Wochen (insgesamt 9) \| 9 \| Pat Boone \| Speedy Gonzales Buddy Kaye, David Hill, Ethel Lee \| – \| |                                             |                                             |                                                                               | |
| ← 1961 |                                             |                                             |                                                                               | → 1963 → |
| Zeitraum | Wo. ges.                                    | Interpret                                   | Titel Autor(en)                                                               | Zusätzliche Informationen |
| (Zeitraum, Wochen auf Platz eins, Interpret, Titel, Autor[en], zusätzliche Informationen) |                                             |                                             |                                                                               | |
| 49. Woche 1961 – 2. Woche 1962 6 Wochen | 6                                           | Adriano Celentano                           | Nata per me Miki Del Prete, Mogol, Adriano Celentano, Mariano Detto           | Das Lied erreichte den zweiten Platz beim Wettbewerb Canzonissima 1961. |
| 3.–4. Woche 2 Wochen | 2                                           | Nini Rosso                                  | La ballata della tromba Franco Pisano                                         | Die erste Single des Jazztrompeters erreichte Platz eins. |
| 5.–6. Woche 2 Wochen | 2                                           | Peppino di Capri                            | Let’s Twist Again Kal Mann, Dave Appell                                       | Mit einer Coverversion des Twist-Songs von Chubby Checker gelang Di Capri ein Nummer-eins-Hit. Auch die Originalversion war in den Charts erfolgreich.                                                                   |
| 7.–9. Woche 3 Wochen | 3                                           | Billy Vaughn                                | Wheels Norman Petty                                                           | – |
| 10. Woche 1 Woche | 1                                           | Milva                                       | Tango italiano Bruno Pallesi, Walter Malgoni                                  | Mit diesem Lied erreichte die Sängerin beim Sanremo-Festival 1962 zusammen mit Sergio Bruni den zweiten Platz. |
| 11. Woche 1 Woche | 1                                           | Domenico Modugno                            | Addio… addio… Franco Migliacci, Domenico Modugno                              | Auch das Siegerlied des Sanremo-Festivals, dort präsentiert von Modugno und Claudio Villa, konnte Platz eins der Singlecharts erreichen. Villa trat damit später auch beim Eurovision Song Contest 1962 an.              |
| 12.–19. Woche 8 Wochen | 8                                           | Tony Renis                                  | Quando quando quando Alberto Testa, Tony Renis                                | Von Renis und Emilio Pericoli in Sanremo präsentiert, erreichte es dort den vierten Platz. |
| 20. Woche 1 Woche | 1                                           | Elvis Presley                               | No More (La paloma) Sebastián de Yradier                                      | – |
| 21.–26. Woche 6 Wochen | 6                                           | Mina                                        | Moliendo café Hugo Blanco                                                     | – |
| 27.–33. Woche 7 Wochen (insgesamt 8) | 8                                           | Adriano Celentano                           | Stai lontana da me Burt Bacharach, Mogol                                      | Mit einer Coverversion des Liedes Tower of Strength von Gene McDaniels gewann Celentano 1962 den Wettbewerb Cantagiro.                                                                                                   |
| 34.–40. Woche 7 Wochen | 7                                           | Los Hermanos Rigual                         | Cuando calienta el sol Carlos Rigual Rodríguez, Mario Fausto Rigual Rodríguez | Das kubanische Trio konnte einen Nummer-eins-Hit landen. Auch die Version der italienischen Gruppe Los Marcellos Ferial war erfolgreich.                                                                                 |
| 41. Woche 1 Woche (insgesamt 8) | 8                                           | Adriano Celentano                           | Stai lontana da me Burt Bacharach, Mogol                                      | – |
| 42.–43. Woche 2 Wochen | 2                                           | Paul Anka                                   | Ogni giorno Paul Anka, Alberto Curci                                          | Mit einer italienischen Version seines Hits Love Me Warm and Tender schaffte es der kanadisch-US-amerikanische Sänger an die Spitze der italienischen Charts.                                                            |
| 44.–45. Woche 2 Wochen (insgesamt 9) | 9                                           | Pat Boone                                   | Speedy Gonzales Buddy Kaye, David Hill, Ethel Lee                             | Auch die Coverversion von Peppino Di Capri war in Italien sehr erfolgreich. |
| 46.–48. Woche 3 Wochen (insgesamt 4) | 4                                           | Adriano Celentano                           | Pregherò Ricky Gianco, Detto Mariano, Don Backy                               | Mit einer Coverversion des Liedes Stand by Me von Ben E. King gelang Celentano ein Nummer-eins-Hit; allerdings wurden die ursprünglichen Autoren (King und Leiber/Stoller) auf der Singleveröffentlichung nicht genannt. |
| 49. Woche 1962 – 3. Woche 1963 7 Wochen (insgesamt 9) | 9                                           | Pat Boone                                   | Speedy Gonzales Buddy Kaye, David Hill, Ethel Lee                             | – |

## Jahreshitparade
Die erfolgreichste Single des Jahres, Abat-jour in der Version des amerikanischen Sängers Henry Wright, kam in den Wochencharts nicht über den vierten Platz hinaus.

| ← 1961 ← | Liste der Nummer-eins-Hits in Italien (M&D)                                                       | Liste der Nummer-eins-Hits in Italien (M&D) | Liste der Nummer-eins-Hits in Italien (M&D) | 1963 →   |
| \| Position# \| Singles \| \| --------- \| ------------------------------------------------------------------------------------------------- \| \| 1 \| Abat-jour Henry Wright Ennio Neri, Robert Stolz \| \| 2 \| Wheels Billy Vaughn Norman Petty \| \| 3 \| Quando quando quando Tony Renis Alberto Testa, Tony Renis \| \| 4 \| Cuando calienta el sol Los Hermanos Rigual Carlos Rigual Rodríguez, Mario Fausto Rigual Rodríguez \| \| 5 \| Moon River Nico Fidenco Nico Fidenco, Mogol, Henry Mancini \| \| 6 \| No More (La paloma) Elvis Presley Sebastián de Yradier \| \| 7 \| Like I Do Nancy Sinatra Bob Manning \| \| 8 \| Stai lontana da me Adriano Celentano Burt Bacharach, Mogol \| \| 9 \| Renato Mina Alberto Cortez, Alberto Testa \| \| 10 \| Let’s Twist Again Chubby Checker Kal Mann, Dave Appell \| |                                                                                                   |                                             |                                             |          |
| ← 1961 |                                                                                                   |                                             |                                             | → 1963 → |
| Position# | Singles                                                                                           |                                             |                                             |          |
| 1 | Abat-jour Henry Wright Ennio Neri, Robert Stolz                                                   |                                             |                                             |          |
| 2 | Wheels Billy Vaughn Norman Petty                                                                  |                                             |                                             |          |
| 3 | Quando quando quando Tony Renis Alberto Testa, Tony Renis                                         |                                             |                                             |          |
| 4 | Cuando calienta el sol Los Hermanos Rigual Carlos Rigual Rodríguez, Mario Fausto Rigual Rodríguez |                                             |                                             |          |
| 5 | Moon River Nico Fidenco Nico Fidenco, Mogol, Henry Mancini                                        |                                             |                                             |          |
| 6 | No More (La paloma) Elvis Presley Sebastián de Yradier                                            |                                             |                                             |          |
| 7 | Like I Do Nancy Sinatra Bob Manning                                                               |                                             |                                             |          |
| 8 | Stai lontana da me Adriano Celentano Burt Bacharach, Mogol                                        |                                             |                                             |          |
| 9 | Renato Mina Alberto Cortez, Alberto Testa                                                         |                                             |                                             |          |
| 10 | Let’s Twist Again Chubby Checker Kal Mann, Dave Appell                                            |                                             |                                             |          |